# Johan Lillie
Johan Lillie (Lillie af Greger Mattssons ätt), död 1676, var en svensk adelsman och militär.

## Biografi
Johan Lillie var son till kaptenen Knut Lillie vid Södermanlands regemente och Elisabet von Masenbach. Han blev kapten vid Jönköpings regemente och 1660 generalauditör. Från 11 december 1661 var han major vid dalregementet och 27 juni 1673 överstelöjtnant vid Österbottens regemente. Lillie blev sedan överste vid Österbottens regemente. Han avled 1676 och begravdes i Malmö.
Lillie ägde gården Söderlänna i Länna socken.

### Familj
Lillie var gift med Karin Johansdotter Oljeqvist (1643–1713), dotter till biskop Johannes Matthiæ Gothus i Strängnäs stift och Catharina Nilsdotter Bohm. De fick tillsammans barnen Johan Lillie (död 1663), Beata Lillie (död 1690), amiral Erik Johan Lillie (död 1715) och Catharina Lillie (död 1722) som var gift med överste Amund Toresson Falkenhielm vid artilleriet och major Johan Gualter von Greiggenschildt i Pommern. Efter Lillies död gifte Oljeqvist om sig med överstelöjtnant Claes Young vid Kronobergs regemente.